# Gobernación de Georgia

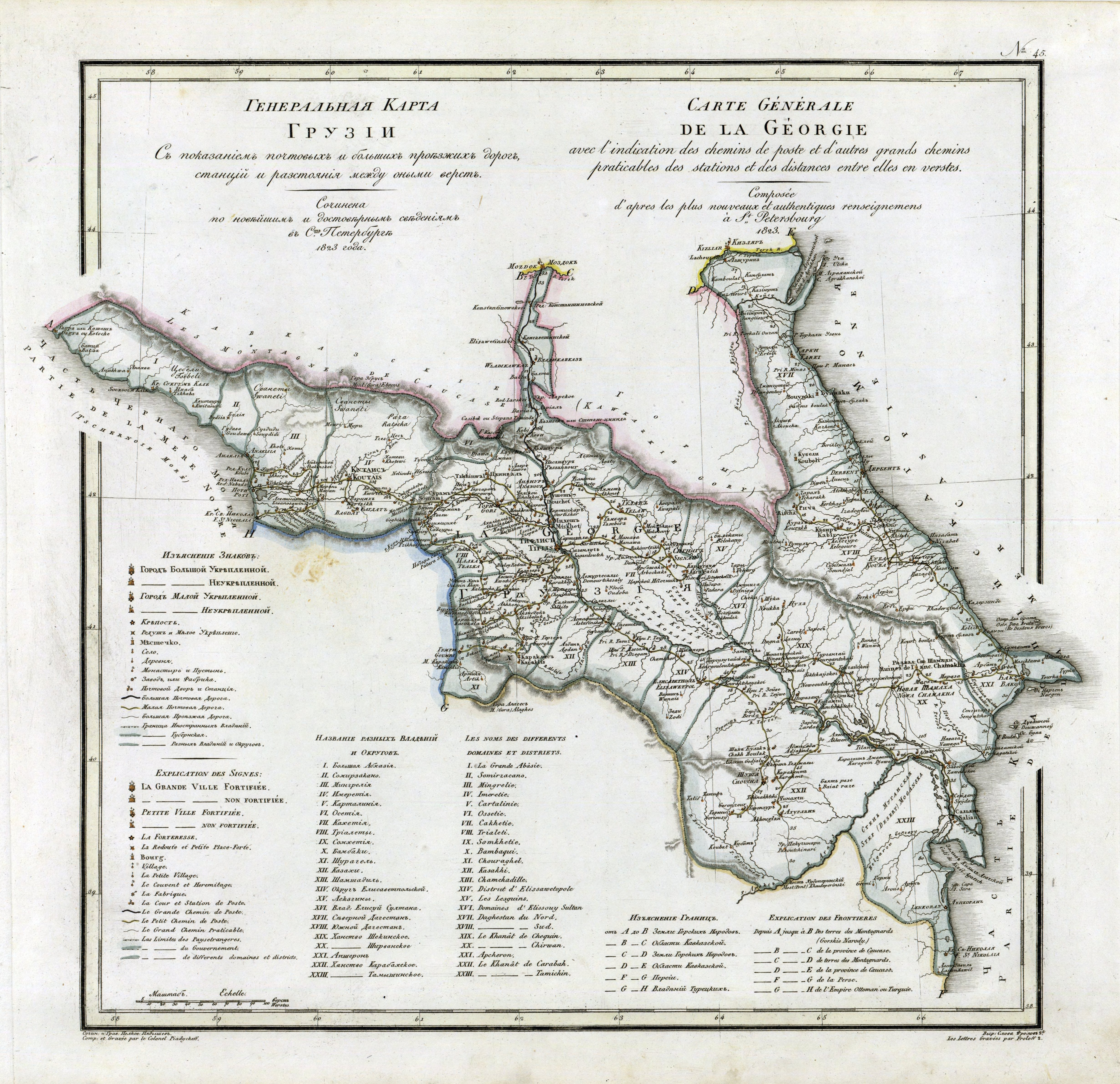
Gobernación de Georgia en 1823.

La gobernación de Georgia (en ruso: Грузинская губерния) era una de las gubernias del virreinato del Cáucaso del Imperio ruso. Su capital era Tiflis (Tbilisi). Estaba dividida en los uyezds de Gori, Dusheti, Lorri, Signagi y Telavi.
La gobernación de Georgia fue establecida en 1801 tras la anexión rusa del Reino de Kartli-Kajetia. En 1840 este fue expandido para formar la gobernación de Georgia-Imericia, incorporando el territorio del óblast de Imericia (su capital era Kutaisi y estaba constituido por los uzeyds de Kutaisi, Vakha, Racha, Sachjere y Bagdati) y óblast de Armenia (su capital era Ereván).